# 第八ジェット戦闘機隊
第八ジェット戦闘機隊（だいはちジェットせんとうきたい、en:Men of the Fighting Lady)は1954年に公開されたアメリカ合衆国の戦争映画。  